# Centre d'Estudis Històrics Internacionals
El Centre d'Estudis Històrics Internacionals (CEHI) és un organisme universitari, que funciona com a centre de recerca de la Universitat de Barcelona, promogut el 1949 per Jaume Vicens Vives amb el propòsit de renovar i estructurar la investigació històrica, amb una atenció preferent als Països Catalans. Actualment té la seu al Pavelló de la República.
Jaume Vicens i Vives va ser el seu fundador i primer director. Posteriorment, la direcció del CEHI passà a mans d'Emili Giralt i Raventós entre 1975 i 1988, de Rafael Aracil Martí entre 1998 i 2005 i d'Antoni Segura i Mas entre el 2005 i 2016. Des del 29 de setembre de 2016, el seu director és Andreu Mayayo i Artal.
El CEHI comprèn tres seccions d'investigació: Història de la Dona, Història dels Moviments Socials i Història Rural. Entre les seves activitats es troben l'organització de congressos i cicles de conferències i també la publicació de monografies i revistes diverses, com ara l'important repertori bibliogràfic “Índice Histórico Español”, “Estudios de Historia Moderna” (1951-60) i “Estudis d'Història Agrària”, i també una bibliografia sobre el franquisme i l'oposició. Durant l'etapa de direcció de Rafael Aracil s'afegí un nou objectiu al CEHIː la tasca de recopilar tota mena de documentació i publicacions sobre l'oposició al règim franquista i l'activitat a l'exili; d'aquesta manera es va aconseguir construir un arxiu i biblioteca que esdevindrien, ben aviat, un fons de consulta obligada pels estudiosos de la història d'Espanya. El 1982 incorporà el fons de la Fundació Internacional d'Estudis Històrics i Socials sobre la guerra d'Espanya (FIEHS), després que aquest centre s'autodissolgué. A causa d'aquest augment del fons, la falta d'espai el va portar el 1985 a traslladar-se a una nova ubicació, al carrer Brusi de Barcelona a un edifici de principis del segle xx, obra d'Enric Sagnier i Villavecchia. Des del 1992, després d'un nou trasllat, té la seu al Pavelló de la República, a la Vall d'Hebron, rèplica idèntica de l'edifici encarregat a Josep Lluís Sert i López i Luis Lacasa Navarro amb motiu de l'Exposició Internacional de París de 1937. El 2000 rebé el premi Primer de Maig de les fundacions Rafael Campalans i Josep Comaposada.